# Abbatiale de Blanchefosse
L'abbatiale de Blanchefosse est l'église de l'abbaye de Bonnefontaine, située à Blanchefosse-et-Bay, en France.

## Description
Il ne subsiste que des ruines de l'abbatiale, avec des faisceaux de colonnettes en pierre blanche. Dans un angle du croisillon sud se trouve le gisant, endommagé, du donateur du domaine, Nicolas de Rumigny.
Juste à côté de l'abbatiale, se dressent le grand logis des moines, sur deux étages, de style classique, ainsi que des dépendances, des bâtiments du XVIIe siècle non classés. Le pavillon de l'abbé est à l'une des extrémités. Les maçonneries de briques sont traitées en tableaux décoratifs entourés de chaînes de pierre blanche appareillées à refends. Au rez-de-chaussée, les fenêtres sont percées sous des arcades au profil légèrement surbaissé.

## Localisation
L'abbatiale est située sur la commune de Blanchefosse-et-Bay, à moins d'un kilomètre au nord du bourg de Blanchefosse, vers les bois de Rumigny, dans le département français des Ardennes. Elle est entourée de ruisseaux et de plans d'eau.

## Historique
L'abbaye a été fondée en 1152,, grâce à un don du seigneur de Rumigny, de retour de la deuxième croisade, à saint Bernard, abbé de Clairvaux et de Notre-Dame de Signy, qui avait prêché cette croisade, et qui était également le promoteur de l'ordre cistercien. Deux autres seigneurs ainsi que l'abbaye de Signy accordèrent des arpents de terre à cette nouvelle communauté religieuse où s'installèrent douze religieux. La fondation est consignée sur parchemin dans la 14e année du pontificat de Samson de Mauvoisin, archevêque de Reims.
Après avoir défriché le terrain, sous la direction de Guerric d'Igny, second abbé de l'abbaye Notre-Dame d'Igny, les moines purent construire au début du XIIIe siècle les bâtiments religieux. L'abbaye obtint des reliques de saint Caprais, martyr d'Agen.
Le domaine a subi ensuite les affres des guerres touchant le territoire des Ardennes. Les armées s'arrêtaient sur ce territoire, entre les plaines flamandes et les terres de Bourgogne, de Champagne ou de Lorraine, pour s'y refaire. Ce fut le cas notamment durant la guerre de Cent Ans. En 1364, la situation est à son comble, l'abbaye a perdu ses revenus, la vie des moines est devenue si scandaleuse qu'une visite est jugée nécessaire, mais les moines de l'abbaye s'opposent les armes à la main à l'entrée des abbés de Signy, de Foigny, de la ValRoy (à Saint-Quentin-le-Petit), chargés de cette mission. 
D'autres troubles ont suivi les siècles suivants. Le grand logis et les dépendances, à côté de l'église, ont dû être reconstruits à la fin du XVIIe siècle, dans la période de calme et de prospérité qui suivit la fin des guerres de Religion et de la guerre de Trente Ans. En 1664, la réforme de la Stricte Observance y est introduite par le prieur Bertrand Tissier.
À la suite de la Révolution française, les moines doivent quitter l'abbaye en 1790. Le domaine est déclaré bien national en 1790 et vendu aux enchères. Il devient la propriété de Charles Nicolas Truc, avocat et notaire. Deux versions existent sur la destruction de l'abbatiale. La première exonère les acquéreurs de ce bien national et met en cause un bataillon de volontaires sous les ordres du général Oudinot qui aurait séjourné en ce lieu et se serait prêté à du vandalisme. Cette version est reprise par Albert Meyrac, en 1900, dans sa Géographie illustrée des Ardennes, et par Hubert Collin en 1969, dans son ouvrage consacré aux anciennes églises des Ardennes. La seconde version accuse plus prosaïquement les acquéreurs d'avoir procédé, sur plusieurs décennies, à des destructions pour récupérer et vendre les matériaux. Établie sur la base des archives, et de différents procès-verbaux et rapports d'expertises, c'est la version retenue par un historien, Henri Manceau. Elle est corroborée par les constats de Charles de Montalembert  qui a visité les lieux pour son ouvrage Du vandalisme et du catholicisme dans l'art, publié en 1839, et qui écrit : « Dans un site bien boisé et très solitaire, à Bonnefontaine, près d'Aubenton, abbaye fondée en 1153, on voit encore le transept méridional et six arcades de la nef de l'église qui est évidemment du XIIe siècle. Mais l'année prochaine on ne les verra peut être plus, parce que l'acquéreur installé dans l'abbatiale en arrache chaque jour quelques pierres pour les besoins de son ménage ». L'acquéreur est décédé en 1843. 
L'abbatiale est inscrite au titre des monuments historiques en 1926.